# Мануел Жозе Таваріш Фернандіш
Мануел Жозе Таваріш Фернандіш (порт. Manuel José Tavares Fernandes; 5 червня 1951 — 27 червня 2024) — португальський футболіст, що грав на позиції нападника. По завершенні ігрової кар'єри — тренер.
Виступав, зокрема, за «Спортінг», а також національну збірну Португалії.

## Клубна кар'єра
Народився 5 червня 1951 року. Вихованець футбольної школи клубу «1 Майо Саріленсе». Дорослу футбольну кар'єру розпочав 1969 року в команді КУФ (Баррейру), в якій виступав протягом 1969—1975 років.
Своєю грою за останню команду привернув увагу представників тренерського штабу клубу «Спортінг», до складу якого приєднався 1975 року. Відіграв за лісабонський клуб наступні дванадцять сезонів своєї ігрової кар'єри. Більшість часу, проведеного у складі «Спортінга», був основним гравцем атакувальної ланки команди і одним з головних бомбардирів команди, маючи середню результативність на рівні 0,59 гола за гру першості. За цей час двічі виборював титул чемпіона Португалії (1980, 1982), ставав володарем Кубка Португалії у 1978 та 1982 роках та Суперкубка країни у 1982 і 1987 роках. У сезоні 1985/86, маючи 30 голів, він також став найкращим бомбардиром чемпіонату країни. А загалом забивши 386 голів у всіх офіційних змаганнях, він є другим найкращим бомбардиром в історії клубу, поступаючись лише легендарному Фернанду Пейротеу.
Завершив ігрову кар'єру у команді «Віторія» (Сетубал), за яку виступав протягом 1987—1988 років, возз'єднавшись з колишнім товаришем по «Спортінгу» Руя Жордана, додавши до свого результату ще 16 у чемпіонаті. Загалом за кар'єру Фернандіш провів у Прімейра-лізі 485 матчів і забив 241 гол.

## Виступи за збірну
3 грудня 1975 року дебютував в офіційних матчах у складі національної збірної Португалії у грі кваліфікації до чемпіонату Європи 1976 року проти Кіпру (1:0)
Загалом протягом кар'єри у національній команді, яка тривала 13 років, провів у її формі 31 матч, забивши 7 голів.

## Кар'єра тренера
Розпочав тренерську кар'єру відразу ж по завершенні кар'єри гравця, 1988 року, очоливши тренерський штаб клубу «Віторія» (Сетубал), де пропрацював два роки, після чого очолював низку інших португальських клубів, а у 1992—1994 роках був асистентом англійця Боббі Робсона у «Спортінгу», залишивши лісабонців після звільнення головного тренера. Тим не менш 2001 року ненадовго повернувся до «левів», цього разу вже у статусі головного тренера і виграв з командою Суперкубок Португалії.
Також у 2007—2008 роках працював у Анголі з клубом «Атлетіку Авіасан». Останнім місцем тренерської роботи Фернандіша був знову клуб «Віторія» (Сетубал), головним тренером команди якого Мануел Жозе Таваріш Фернандіш був з 2010 по 2011 рік.

## Статистика
| Клуб                | Сезон              | Ліга | Ліга | Кубки | Кубки | Єврокубки | Єврокубки | Інше | Інше | Всього | Всього |
| Клуб                | Сезон              | Ігри | Голи | Ігри  | Голи  | Ігри      | Голи      | Ігри | Голи | Ігри   | Голи   |
| ------------------- | ------------------ | ---- | ---- | ----- | ----- | --------- | --------- | ---- | ---- | ------ | ------ |
| КУФ (Баррейру)      | 1969/70            | 4    | 0    | 0     | 0     | 0         | 0         | 0    | 0    | 4      | 0      |
| КУФ (Баррейру)      | 1970/71            | 19   | 6    | ?     | ?     | 0         | 0         | 0    | 0    | 19+    | 6+     |
| КУФ (Баррейру)      | 1971/72            | 27   | 7    | ?     | ?     | 0         | 0         | 0    | 0    | 27+    | 7+     |
| КУФ (Баррейру)      | 1972/73            | 27   | 8    | 1+    | 2+    | 4         | 1         | 0    | 0    | 32+    | 11+    |
| КУФ (Баррейру)      | 1973/74            | 26   | 6    | 1+    | 1+    | 0         | 0         | 0    | 0    | 27+    | 7+     |
| КУФ (Баррейру)      | 1974/75            | 28   | 9    | ?     | ?     | 0         | 0         | 0    | 0    | 28+    | 9+     |
| КУФ (Баррейру)      | Всього             | 131  | 36   | 2+    | 3+    | 4         | 1         | 0    | 0    | 137+   | 40+    |
| «Спортінг»          | 1975/76            | 29   | 26   | 4     | 0     | 4         | 4         | 1    | 2    | 38     | 32     |
| «Спортінг»          | 1976/77            | 26   | 21   | 2     | 1     | 0         | 0         | 0    | 0    | 28     | 22     |
| «Спортінг»          | 1977/78            | 28   | 14   | 7     | 9     | 2         | 1         | 2    | 0    | 39     | 24     |
| «Спортінг»          | 1978/79            | 24   | 10   | 7     | 3     | 2         | 0         | 2    | 0    | 35     | 13     |
| «Спортінг»          | 1979/80            | 29   | 10   | 6     | 8     | 4         | 0         | 0    | 0    | 39     | 18     |
| «Спортінг»          | 1980/81            | 23   | 10   | 1     | 0     | 2         | 0         | 2    | 0    | 28     | 10     |
| «Спортінг»          | 1981/82            | 27   | 15   | 6     | 3     | 6         | 3         | 0    | 0    | 39     | 21     |
| «Спортінг»          | 1982/83            | 25   | 6    | 5     | 3     | 5         | 2         | 2    | 3    | 37     | 14     |
| «Спортінг»          | 1983/84            | 30   | 17   | 6     | 6     | 4         | 1         | 0    | 0    | 40     | 24     |
| «Спортінг»          | 1984/85            | 27   | 16   | 3     | 0     | 4         | 2         | 1    | 0    | 35     | 18     |
| «Спортінг»          | 1985/86            | 29   | 30   | 4     | 6     | 8         | 3         | 2    | 0    | 43     | 39     |
| «Спортінг»          | 1986/87            | 29   | 16   | 7     | 7     | 4         | 2         | 0    | 0    | 40     | 25     |
| «Спортінг»          | Всього             | 326  | 191  | 58    | 46    | 45        | 18        | 12   | 5    | 441    | 260    |
| «Віторія» (Сетубал) | 1987/88            | 28   | 16   | ?     | ?     | 0         | 0         | 0    | 0    | 28+    | 16+    |
| «Віторія» (Сетубал) | Всього             | 28   | 16   | ?     | ?     | 0         | 0         | 0    | 0    | 28+    | 16+    |
| Загалом за кар'єру  | Загалом за кар'єру | 485  | 243  | 60+   | 49+   | 49        | 19        | 12   | 5    | 606+   | 316+   |

## Титули і досягнення

### Як гравця
- Чемпіон Португалії (2):

«Спортінг»: 1979–80, 1981–82
- Володар Кубка Португалії (2):

«Спортінг»: 1977–78, 1981–82
- Володар Суперкубка Португалії (2):

«Спортінг»: 1982, 1987

### Як тренера
- Володар Суперкубка Португалії (1):

«Спортінг»: 2000

### Особисті
Найкращий бомбардир Чемпіонату Португалії з футболу 1985–86 (30 голів): Найкращий бомбардир Кубка Португалії: 1977–78, 1986–87